# 卡拉西夫卡 (佐洛喬夫區)
50°16′6″N 36°4′40″E / 50.26833°N 36.07778°E
卡拉西夫卡（烏克蘭語：Карасівка）是位於烏克蘭東部的村莊，由哈爾科夫州博霍杜希夫區的佐洛奇夫市鎮負責管轄。該村始建於1720年，面積0.96平方公里，海拔高度177米，2001年人口204，人口密度每平方公里212.3人。